# Савельєв Ігор Миколайович
Саве́льєв Ігор Миколайович (*18 травня 1937, село Бобрик) — інженер-конструктор, лауреат Державної премії СРСР (1978).

## Біографія
Ігор Миколайович народився у селі Бобрик Комарицького району Брянської області. 1961 року закінчив Московський авіаційний інститут, після чого почав працювати на Воткінському машинобудівному заводі: інженером-конструктором (1961—1964), начальником конструкторського бюро (1964—1969), начальником відділу ОКБ (1969—1983), заступником головного конструктора ОКБ (1983—1989), головним конструктором ОКБ (з 1989 року).
Нагороджений державною премією СРСР за створення оборонної техніки, орденом Знак Пошани, численними медалями.